# Danh sách tập phim Blood+

DVD đầu tiên của Blood+, phát hành ở Nhật Bản ngày 21 tháng 12 năm 2005 bởi Aniplex

Đây là một danh sách cá tập hoàn chỉnh cho anime Blood+ của Production I.G. Được công chiếu tại Nhật Bản vào ngày 8 tháng 10 năm 2005 trên MBS/TBS với một tập phim mới phát sóng hàng tuần cho đến tập cuối cùng phát sóng ngày 23 tháng 9 năm 2006 , tổng cộng là 50 tập. Xê-ri được đạo diễn bởi Junichi Fujisaku và các thiết kế nhân vật gốc bởi Hashii Chizu. Mỗi mùa phim có nhạc mở đầu và kết thúc riêng biệt từ nhiều nghệ sĩ, với tập cuối cùng sử dụng nhạc kết thúc của mùa một. Xê-ri cũng đồng thời được phát sóng trên Animax, vệ tinh kênh tiếng Nhật của Sony, và mạng lưới của họ tại khu vực Đông Nam Á và Nam Á.
Thông qua bộ phận quốc tế của Sony, Blood + đã được cấp phép để phân phối tại nhiều khu vực . Bản phụ đề tiếng Anh của xê-ri, được phát sóng tại Hoa Kỳ qua kênh Cartoon Network Adult Swim  từ ngày 11 tháng 3 năm 2007 cho đến ngày 23 tháng 3 năm 2008 . Region 1 DVD đầu tiên được phát hành tại Bắc Mỹ vào ngày 4 tháng 3 năm 2008, với một bản phát hành đồng thời một khối lượng năm tập phim duy nhất và một bộ 25 tập Blood+ Part One .
Xê-ri được phát hành với Region 2 DVD ở Nhật Bản bởi Aniplex trong 13 tập cá nhân với bốn tập phim mỗi đĩa, trừ vol đầu tiên chỉ có hai tập. Vol đầu tiên đầu tiên được phát hành ngày 21 tháng 12 năm 2005 và cuối cùng vào ngày 29 tháng 11 năm 2006 . Tất cả các vol có các bài hát tiếng Nhật không có phụ đề. Sony Entertainment đã bắt đầu phát hành bản tiếng Anh của xê-ri từ ngày 4 tháng 3 năm 2008.. Sony ra mắt hai phiên bản đồng thời: một vol có chứa 5 tập đầu tiên và 6 đĩa phiên bản đặc biệt chứa 25 tập đầu tiên với một vài extra đặc biệt . Một bộ thứ, mà sẽ có 25 tập còn lại và phần mở rộng hơn, phát hành ngày 20 tháng 10 năm 2009 .
Anime sử dụng 8 nhạc nền, 4 bài mở và 4 bài kết thúc. Đối với mùa đầu tiên của Blood +, nhạc mở đầu là "The Tears of the Blue Sky" (青空のナミダ Aozora no Namida) bởi Takahashi Hitomi và nhạc kết thúc là "The Things I Pass Down" (語り継ぐこと Kataritsugu Koto) bởi Hajime Chitose. "Seasons’ Call" của Hyde là mở đầu của mùa 2 và "Cry No More" của Nakashima Mika là nhạc kết thúc. Đối với mùa 3, nhạc mở đầu là "Colors of the Heart" của Uverworld và kết thúc là bài "This Love" của Angela Aki. Mùa 4 sử dụng "Raion" (雷音) của Jinn là nhạc mở đầu cùng với "Brand New Map" của K là nhạc kết thúc. Tuy nhiên tập cuối cùng lại dùng "The Things I Pass Down" cho đoạn kết thúc.

## Tập

### Mùa 1
| # | Tiêu đề                                                                       | Ngày phát hành gốc   | Ngày phát hành ở Mĩ |
| --- | ----------------------------------------------------------------------------- | -------------------- | ------------------- |
| 01 | "First Kiss" "Fāsuto Kisu" (ファーストキス)                                   | 8 tháng 10 năm 2005  | 11 tháng 3 năm 2007 |
| Otonashi Saya dường như là một nữ sinh trung học bình thường, ngoại trừ việc cô không còn nhớ cuộc sống của cô một năm trước đây và phải thường xuyên truyền máu. Sau đó, cô đi ngang qua một người đàn ông bí ẩn chơi cello có bài hát đã tạo ra một ký ức mơ hồ của cô. Khi Saya tới trường vào ban đêm để lấy đôi giày cô để quên, người chơi cello lúc trước tiếp cận cô và cầm một con dao găm. Saya bỏ trốn và va vào một giáo viên, người sau đó bị giết bởi một con quái vật. Saya chạy vào trường, khóa cánh cửa đằng sau lại, nhưng con quái vật phá vỡ cánh cửa khá dễ dàng. Người chơi cello xuất hiện và chống lại con quái vật trước khi mang Saya đến một nơi an toàn trong lớp học. Ở đó, anh nói với cô rằng con quái vật đó là một chiropteran. Trong khi đó anh trai Saya là Kai đến đưa cô về sau khi bạn của cô là Kaori mang giày của cô đến nhà của họ, và do đó bắt gặp con quái vật. Người đàn ông hôn Saya, buộc cô phải uống máu của mình và sau đó nói với Saya là cô phải chiến đấu. |                                                                               |                      |                     |
| 02 | "Magic Words" "Mahō no Kotoba" (魔法の言葉)                                   | 15 tháng 10 năm 2005 | 18 tháng 3 năm 2007 |
| Saya phủ thanh kiếm được cung cấp bởi người chơi cello với máu của mình, sau đó tấn công và giết chết chiropteran trước khi nó có thể tấn công Kai. Saya thức tỉnh từ trạng thái thôi miên của mình và sau đó ngất xỉu. Người đàn ông mang Saya và Kai đến nơi an toàn khi lính Mỹ tràn vào trường. Khi Saya tỉnh dậy trong bệnh viện, cô không còn nhớ những gì đã xảy ra. David nói với George những gì đã xảy ra tại trường, và khiển trách ông vì đã quá gắn bó với Saya rằng ông không muốn cho "chúng" có cô ấy quay trở lại. Saya bắt đầu hồi tưởng về các sự kiện tại trường và đi xuống để tìm cha cô. Nghe được cuộc cuộc trò chuyện, cô trở nên buồn bã và chạy ra khỏi bệnh viện. Tại bãi biển, cô gặp người chơi cello một lần nữa. Cô hỏi anh ta mình là ai và thứ gì. Người đàn ông nói rằng anh sẽ nói với cô, nhưng Kai tìm thấy cô và người đàn ông đó bỏ đi sau một cuộc đấu ngắn với Kai. |                                                                               |                      |                     |
| 03 | "The Place Where it All Began" "Hajimari no Basho" (はじまりの場所)           | 22 tháng 10 năm 2005 | 25 tháng 3 năm 2007 |
| David đã cho George một thời hạn chót để đưa Saya trở lại Red Shield. George đem Saya đến mộ gia đình của mình để tiết lộ những gì đã xảy ra với cô một năm trước đây. |                                                                               |                      |                     |
| 04 | "Dangerous Boy" "Abunai Shōnen" (あぶない少年)                                | 29 tháng 10 năm 2005 | 8 tháng 4 năm 2007  |
| George bị tấn công bởi một chiropteran thứ hai và bị thương nặng. Kai bỏ đi với khẩu súng lục của cha mình để săn tìm con quái vật với hy vọng sẽ giết nó để trả thù. Người chơi cello cuối cùng đã tự giới thiệu tên mình là Hagi. |                                                                               |                      |                     |
| 05 | "Beyond the Dark Forest" "Kurai Mori no Mukō e" (暗い森の向こうへ)            | 5 tháng 11 năm 2005  | 15 tháng 4 năm 2007 |
| George đã được chuyển giao cho một cơ sở bí mật ẩn trong Yanbaru (Nago), Bắc Okinawa, thuộc thẩm quyền của các lực lượng Mỹ ở đó. |                                                                               |                      |                     |
| 06 | "My Father's Hands" "Otōsan no Te" (お父さんの手)                             | 12 tháng 11 năm 2005 | 22 tháng 4 năm 2007 |
| David, Saya và Hagi thâm nhập vào Trung tâm Yanbaru để cứu George. Trong khi đó, Tư lệnh các lực lượng Mỹ ở Okinawa đã được cho phép ném bom Yanbaru để loại bỏ bất kỳ bằng chứng buộc tội. David, Saya và Hagi đột nhiên bị tấn công bởi chiropteran nhưng George xuất hiện và giúp đỡ. Kai đến sau đó để nói cho họ biết nơi này sắp bị ném bom. George bắt đầu biến thành chiropteran nhưng Saya đưa máu của mình để ông chết khi vẫn còn con người. |                                                                               |                      |                     |
| 07 | "I Must Do It" "Watashi ga Yaranakya" (私がやらなきゃ)                        | 19 tháng 11 năm 2005 | 29 tháng 4 năm 2007 |
| Saya và anh em của cô vẫn còn bị sốc bởi cái chết của cha mình. Saya yêu cầu Hagi kể về quá khứ của cô. Anh nói rằng cô vẫn chưa thể biết được vì lúc này sẽ khiến cô khó có thể chấp nhận sự thật. |                                                                               |                      |                     |
| 08 | "Phantom of the School" "Fantomu Obu Za Sukūru" (ファントム·オブ·ザ·スクール) | 26 tháng 11 năm 2005 | 6 tháng 5 năm 2007  |
| Saya được phân công thâm nhập vào một trường nội trú tại Việt Nam. Hagi thì đi như là người làm vườn. Saya biết được tin đồn về Phantom và các cuộc tấn công gây ra bởi anh ta. Sau đó, cô tin rằng anh ta là một chiropteran nhưng bằng cách nào đó khác với con khác. |                                                                               |                      |                     |
| 09 | "Rainbow for Each" "Sorezore no Niji" (それぞれの虹)                          | 3 tháng 12 năm 2005  | 13 tháng 5 năm 2007 |
| Bỏ lại phía sau bởi David, Kai và Riku tìm kiếm Saya tại Hà Nội. Riku và người bạn mới của cậu, Mùi, bị bắt giữ cùng với Kai. |                                                                               |                      |                     |
| 10 | "I Want to See You" "Anata ni Aitai" (あなたに会いたい)                       | 10 tháng 12 năm 2005 | 20 tháng 5 năm 2007 |
| Saya đi vào khu vườn cấm và tìm thấy những bông hoa hồng màu xanh và một bí ẩn ẩn chứa bên trong. Sau đó, cô nhìn thấy hình ảnh của chiến tranh Việt Nam dẫn đến một cảnh hồi tưởng về quá khứ của cô. Trong khi bị tấn công bởi Phantom một lần nữa, Saya cuối cùng chấp nhận quá khứ của cô. |                                                                               |                      |                     |
| 11 | "After the Dance" "Dansu no Ato de" (ダンスのあとで)                          | 17 tháng 12 năm 2005 | 27 tháng 5 năm 2007 |
| David và Julia tận dụng buổi dạ hội được tổ chức hàng năm tại trường nội trú để tìm kiếm container bí ẩn bằng cách nào đó có liên hệ với các sự kiện tại Việt Nam 30 năm trước, trong khi Saya khiêu vũ với một người lạ quyến rũ. Karl, người chính là Phantom, tấn công họ. David nhận ra container chứa Diva và họ đuổi theo nó. |                                                                               |                      |                     |
| 12 | "Lured by the White Mist" "Shiroi Kiri ni Sasowarete" (白い霧にさそわれて)    | 24 tháng 12 năm 2005 | 10 tháng 6 năm 2007 |
| Red Shield đã theo dõi container đến một trang trại nghiên cứu bí mật trong rừng rậm Việt Nam. Khi đến đó thì họ bị tấn công bởi chiropteran. |                                                                               |                      |                     |
| 13 | "Jungle Paradise" "Janguru Paradaisu" (ジャングル·パラダイス)                 | 7 tháng 1 năm 2006   | 17 tháng 6 năm 2007 |
| Dưới ảnh hưởng bí ẩn của Diva, Saya bắt đầu tấn công cả bạn bè và lẫn kẻ thù giống như 30 năm trước. Kai ngăn Saya bằng cách la tên của cô khiến cô trở về với chính mình. Solomon, và Van bỏ đi với Diva trong khi Saya chiến đấu với Karl. |                                                                               |                      |                     |

### Mùa 2
| # | Tiêu đề                                                                   | Ngày phát hành gốc  | Ngày phát hành ở Mĩ |
| --- | ------------------------------------------------------------------------- | ------------------- | ------------------- |
| 14 | "The Last Sunday" "Saigo no Nichiyōbi" (さいごの日曜日)                   | 14 tháng 1 năm 2006 | 24 tháng 6 năm 2007 |
| Gia đình Miyagusuku trở về nhà của họ ở Okinawa để nói lời tạm biệt với bạn bè của họ. |                                                                           |                     |                     |
| 15 | "I Want to Pursue!" "Oikaketai no!" (おいかけたいの!)                     | 21 tháng 1 năm 2006 | 1 tháng 6 năm 2007  |
| Kể từ khi trở về từ Việt Nam, nhà báo Okamura Akihiro nhận được nhiều ám ảnh hơn về các sự kiện xảy ra xung quanh Saya và cuộc chạm trán của cha ông với chiroptera gần biên giới Lào 30 năm trước. Ông không thể tiếp tục nghiên cứu của ông cho đến khi ông nhận được giúp đỡ bất ngờ. |                                                                           |                     |                     |
| 16 | "Siberian Express" "Shiberian Ekusupuresu" (シベリアンエクスプレス)       | 28 tháng 1 năm 2006 | 8 tháng 7 năm 2007  |
| David, Saya và những người khác nhập cảng Vladivostok ở Nga để lên chuyến tàu hỏa Trans-Siberian đến Ekaterinburg, nơi mà một nhà khoa học quan trọng trong việc nghiên cứu chiropteran lần cuối cùng được nhìn thấy. Trước khi lên tàu họ gặp một thành viên của Red Ahield tên là Liza. Cô sau đó bị giết bởi Amshel, người sau đó giả dạng thành cô. Hai chiroptera xuất hiện trên tàu trong khi nó đang trên đường đi. |                                                                           |                     |                     |
| 17 | "Do you Remember the Promise?" "Yakusoku Oboeteru?" (約束おぼえてる?)     | 4 tháng 2 năm 2006  | 15 tháng 7 năm 2007 |
| Riku bị kéo ra khỏi tàu bởi một trong Chiroptera, và Hagi và Saya nhảy ra để cứu cậu. Saya có một giấc mơ về quá khứ của cô vào năm 1920 của Nga với Hagi khi họ đuổi theo Rasputin và Diva, người cải trang thành Anastasia |                                                                           |                     |                     |
| 18 | "Moon Over Ekaterinburg" "Ekaterinburugu no Tsuki" (エカテリンブルグの月) | 11 tháng 2 năm 2006 | 22 tháng 7 năm 2007 |
| David, Lewis và Kai tìm kiếm cho một nhà khoa học Delta-67 đào ngũ, người đưa họ đến một cơ sở hạt nhân bị bỏ rơi gọi là Sverdlovsk-51. Hagi, Saya, và Riku đến Tyumen và lên một chuyến tàu khác sang Ekaterinburg. |                                                                           |                     |                     |
| 19 | "Broken Heart" "Oreta Kokoro" (折れたココロ)                              | 18 tháng 2 năm 2006 | 29 tháng 7 năm 2007 |
| Saya, Riku, và Hagi đến Ekaterinburg để đến điểm hẹn với David. Đột nhiên, Riku bị bệnh. Amshel (cải trang thành Liza) hỏi Saya ý định thật của cô khi chiến đấu với chiroptera. |                                                                           |                     |                     |
| 20 | "Chevalier" "Shuvarie" (シュヴァリエ)                                     | 25 tháng 2 năm 2006 | 5 tháng 8 năm 2007  |
| David và những người khác đến trụ sở Red Shield. Kai biết được sự thật về Saya từ nhật ký của Joel. Tại Pháp, Amshel, Solomon, James và Nathan thảo luận về số phận của Saya. |                                                                           |                     |                     |
| 21 | "Sour Grapes" "Suppai Budō" (すっぱいぶどう)                              | 4 tháng 3 năm 2006  | 12 tháng 8 năm 2007 |
| Okamura và Mao. tìm kiếm manh mối về rượu nho '67 ở Chateau Duel. Saya và Hagi nhận thấy họ bị săn đuổi bởi một nhóm các Chiroptera nhân tạo được biết đến với tên gọi Schiff. |                                                                           |                     |                     |
| 22 | "The Zoo" "Dōbutsuen" (動物園)                                            | 11 tháng 3 năm 2006 | 19 tháng 8 năm 2007 |
| Saya thăm di tích của lâu đài của Joel, được gọi là "Vườn bách thú". Ở đó, cô nhớ lại cuộc gặp gỡ đầu tiên với Hagi. |                                                                           |                     |                     |
| 23 | "Two Chevaliers" "Futari no Shuvarie" (ふたりのシュヴァリエ)              | 18 tháng 3 năm 2006 | 2 tháng 9 năm 2007  |
| David và những người khác đến "Vườn bách thú". Solomon gặp lại Saya và cố gắng thuyết phục cô tham gia với mình. |                                                                           |                     |                     |
| 24 | "Airy Singing Voice" "Karoyaka Naru Utagoe" (軽やかなる歌声)              | 25 tháng 3 năm 2006 | 9 tháng 9 năm 2007  |
| Saya phải đối mặt với Diva sau khi Riku bị dụ vào tháp chuông bằng giọng hát của Diva. |                                                                           |                     |                     |
| 25 | "The Red Shield" "Akai Tate" (赤い盾)                                     | 1 tháng 4 năm 2006  | 16 tháng 9 năm 2007 |
| Okamura và Mao đến "Vườn bách thú" và chỉ tìm thây phần cuối của một thanh kiếm bị gãy lại phía sau. Saya trở về trụ sở của Red Shield với Riku, người bị thương. |                                                                           |                     |                     |

### Mùa 3
| # | Tiêu đề                                                              | Ngày phát hành gốc  | Ngày phát hành ở Mĩ  |
| --- | -------------------------------------------------------------------- | ------------------- | -------------------- |
| 26 | "Those Who Serve Saya" "Saya ni Shitagau Mono" (サヤに従うもの)      | 8 tháng 4 năm 2006  | 23 tháng 9 năm 2007  |
| Riku tỉnh dậy và cậu tự hỏi về đặc tính mới của mình, chẳng hạn như tại sao cậu nghĩ về Saya liên tục và có một cơn thèm khát khó hiểu. Kai cố gắng để làm cho cậu ăn, rất có thể cố gắng để chứng minh với chính mình rằng Riku không phải là một chiropteran hoặc Chevalier của Saya, nhưng là một con người. |                                                                      |                     |                      |
| 27 | "Paris, Je t'Aime" "Pari Jutēmu" (パリ·ジュテーム)                   | 15 tháng 4 năm 2006 | 7 tháng 10 năm 2007  |
| Tại Paris, Kai theo sau Irène và cứu cô. Sau đó cô nói với cậu về Schiff. |                                                                      |                     |                      |
| 28 | "Limited Existence" "Kagiri Aru Mono" (限りあるもの)                 | 22 tháng 4 năm 2006 | 14 tháng 10 năm 2007 |
| Trong khi Red Shield chuẩn bị cho một cuộc tấn công khác của Schiff, Okamura và Mao đột nhiên xuất hiện. |                                                                      |                     |                      |
| 29 | "Cursed Blood" "Norowareta Chi" (呪われた血)                         | 29 tháng 4 năm 2006 | 21 tháng 10 năm 2007 |
| Sau khi Schiff tấn công, Saya đồng ý chia sẻ máu của mình với Irène. Sau khi uống máu của cô, cơ thể của Irène kết tinh và tiêu tan. Schiff nhận ra rằng họ đã bị lừa và rằng chỉ có máu của Diva là thứ họ cần để tồn tại. Họ bỏ đi, lấy hầu hết các mảnh tinh thể của Irène với họ. Saya và Kai thương tiếc cho cái chết của Irene. |                                                                      |                     |                      |
| 30 | "Joel's Diary" "Joeru no Nikki" (ジョエルの日記)                     | 6 tháng 5 năm 2006  | 28 tháng 10 năm 2007 |
| Saya thăm phòng của Joel tại trụ sở Red Shield và biết về cô và sự khởi đầu của Diva cũng như bi kịch của năm 1972 tại Việt Nam từ Nhật ký của Joel. |                                                                      |                     |                      |
| 31 | "Breaking Shield" "Koware Yuku Tate" (壊れゆく盾)                    | 13 tháng 5 năm 2006 | 4 tháng 11 năm 2007  |
| Trong khi Saya, Kai, Riku, và Hagi đang có một chuyến đi chơi và Riku cố gắng sửa chữa mối quan hệ đổ vỡ của Kai và Saya, Diva yêu cầu Karl mang lại cho cô "cậu bé đó", trong khi Tiến sĩ Collins và Julia gặp gỡ Van để về nghiên cứu của họ về Chiroptera. Solomon gặp David và cảnh báo ông rằng Chevaliers của Diva lên kế hoạch khởi động một cuộc tấn công vào trên Trụ sở chính của Red Shield trong 3 ngày, và yêu cầu ông mang Saya đến an toàn. Khi David hỏi tại sao, Solomon nói rằng đó là vì anh ta không muốn Saya chết. Solomon cũng tiết lộ rằng Red Shield đã bị phản bội từ bên trong. David nhanh chóng mang Saya và những người khác về tàu, để lại đằng sau Okamura và Mao. Solomon và các Chevaliers khác phát hiện ra rằng Karl và Diva đã biến mất. Tiến sĩ Collins tiết lộ cho Julia rằng ông không nghĩ rằng Chiroptera cần phải hoàn toàn bị tiêu diệt và rằng ông biết về kế hoạch tấn công vào trụ sở. Trong khi Red Shield chuẩn bị cho cuộc tấn công sắp tới, Riku thuyết phục Kai chơi bài với Saya, giúp họ trở lại bình thường. Khi họ đứng trên boong tàu, Saya và Riku nghe thấy giọng hát của Diva trước khi Karl và Diva tấn công Diva. Khi Karl bắt đầu giết chết các đặc vụ của Red Shield, Diva tự hỏi "cậu bé đó" đang ở đâu. |                                                                      |                     |                      |
| 32 | "A Boy Meets A Girl" "Bōi Mītsu Gāru" (ボーイ·ミーツ·ガール)         | 20 tháng 5 năm 2006 | 7 tháng 11 năm 2007  |
| Saya và Hagi tìm kiếm Diva trong Kai và Riku đi tìm David. Kai nghe thấy tiếng la hét và đi điều tra, để lại Riku một mình. Cậu có thể nghe Diva gọi mình, nhưng Kai quay lại và họ tiến vào phòng hội nghị. Saya thấy Karl, nhưng để Hagi đối phó với anh ta và vì vậy cô có thể tiếp tục tìm kiếm Diva. Kai và Riku cùng một số đặc vụ dùng thang máy để vào phòng hội nghị, nhưng khi họ đến nơi thì Diva đã ở trong đó. Kai cầm lấy Riku và chạy, trốn vào trong một căn phòng lưu trữ, trong khi các đặc vụ cố gắng ngăn chặn Diva. Saya tìm thấy xác chết cua họ, nhưng Karl xuất hiện một lần nữa và cô ấy buộc phải chiến đấu với anh ta. Joel và David đồng ý kích hoạt con tàu tự hủy để cố gắng chôn vùi Diva. Kai và Riku nghe những cảnh báo về trình tự tự hủy, nhưng Diva tìm thấy họ. Kai bắn cô, nhưng cô ngay lập tức chữa lành và đánh văng anh đi, để Kai hầu như không có ý thức trong khi Diva hãm hiếp Riku. Saya và Carl trong lúc giao chiến bước vào căn phòng, nơi Diva đang nắm giữ Kai và đe dọa để cho anh ta uống máu của cô. Saya đâm cô ta, nhưng khi cô quên để thêm máu của mình vào thanh kiếm của mình do đó Diva chỉ cười và xô ngã cô ấy đi. Khi cô ngã, Saya phát hiện cơ thể trần truồng đã bị kết tinh của Riku; Diva chế nhạo Saya rằng cô đã cho Riku máu của mình, giết chết cậu. Khi Hagi chặn Karl lại, Kai và Saya bất lực nhìn cơ thể của Riku tan vỡ hoàn toàn. David và Lewis tìm thấy họ và đưa họ trở lại sàn tàu. Họ cố gắng khóa Diva và Karl trong con tàu, nhưng họ dễ dàng thoát ra và Karl làm Joel bị thương nặng. Saya và Hagi ở lại để chiến đấu trong khi những người khác đi đến nơi an toàn. Khi Kai nhìn ra ngoài từ máy bay trực thăng khởi hành, con tàu phát nổ. |                                                                      |                     |                      |
| 33 | "The Power of Believing" "Shinjiru Chikara" (信じるチカラ)           | 27 tháng 5 năm 2006 | 18 tháng 11 năm 2007 |
| Một năm đã trôi qua kể từ cái chết của Riku và sự hủy diệt của Trụ sở Red Shield. Kai, Lewis, và David bây giờ đang ở London, sống ở một nơi tạm trú cho trẻ mồ côi chiến tranh do Gray, một cựu quân nhân và là người hướng dẫn trước đây của David. Kai nay đang đeo đoạn tinh thể từ cơ thể của Riku quanh cổ của mình trong hình thức của một dây chuyền có hình viên kim cương. Bị tàn phá bởi các sự kiện xảy ra và tinh thần bị suy sụp, David sống như một gã say rượu. Joel, phải đi xe lăn do thương tích Karl gây ra, mang đến cho Kai một số đạn đặc biệt mà họ hy vọng sẽ có thể giết Chiroptera. Anh cũng tiết lộ rằng Julia đang ở Hoa Kỳ với Collins. Joel nghĩ rằng David ghét anh vì những gì đã xảy ra và tự trách mình cho cái chết của Riku. Kai nói với Joel là anh đã quyết tâm ngăn chặn Diva và Chevaliers của cô, và rằng Joel phải làm tất cả những gì có thể cho đến khi Saya trở về. Sau này, Kai đổ tất cả rượu của David, hỏi David phải nói gì với những người đã chết. David nói rằng điều đó là vô nghĩa khi mà không có Saya, và Kai hét lên rằng công việc của anh là chờ cô ấy. Trong khi đó, tại Mỹ, James và Van cho ra mắt loại lính mới của họ, Corpse Corps với 3 trong số các binh sĩ đó giết một chiropteran, và Tiến sĩ Collins nói với Julia là họ không cần Saya nữa. Mỹ đồng ý sử dụng đội quân này. Khi Corpse Corps được vận chuyển, một vài Schiff xuất hiện từ trong bóng tối. Đêm đó, Kai và Lewis săn tìm Chiroptera, nhưng loại đạn mới không làm việc. Khi họ thấy mình bị bao vây bởi 3 Chiroptera, Saya và Hagi xuất hiện. |                                                                      |                     |                      |
| 34 | "World Where We Exist" "Oretachi no Iru Sekai" (俺たちのいる世界)    | 3 tháng 7 năm 2006  | 25 tháng 11 năm 2007 |
| Saya cứu Kai và Lewis khỏi Chiroptera, nhưng sau đó ngã xuốn. Họ đưa cô ấy về nhà của Gray để hồi phục và David biết được, nhưng không phản ứng. Khi Monique chạm vào Saya lúc cô đang ngủ, Saya tỉnh dậy và suýt tấn công cô. Cô hầu như không thừa nhận sự hiện diện của Kai và bảo Hagi bỏ đi. Gray không cho phép Saya đi trong khi cô vẫn còn yếu và buộc cô ấy ở lại ăn sáng. Kai nói với cô về David, nhưng cô nói với anh rằng điều đó là không liên quan đến mình và cô bảo anh nên trở về Okinawa. Hagi thấy David ném đồ ở phía sau tòa nhà và hỏi nếu anh từ bỏ chiến đấu. Trong khi họ nói chuyện, chiropteran tấn công trang trại bằng cách đi theo mùi của Saya. Nó lên cầu thang và đuổi theo Monique. Kai và David bắn vào nó, nhưng cũng bị tấn công. Saya, không thể tìm thấy thanh kiếm của mình, liền tấn công nó với một con dao nhà bếp tráng với máu của cô và giết chết nó, sau đó bỏ đi với Hagi. Khi họ đi qua London, họ phát hiện ra một quảng cáo cho buổi biểu diễn của Diva, người đã thay đổi vẻ bề ngoài của mình để trông giống như Riku. David và Kai cũng thấy quảng cáo đó trên TV. |                                                                      |                     |                      |
| 35 | "Tomorrow Without Hope" "Kibō no Nai Ashita" (希望のない明日)        | 10 tháng 7 năm 2006 | 2 tháng 12 năm 2007  |
| James sử dụng Corpse Corps để tấn công các Schiff. Trong trận chiến, đã tiết lộ rằng Corpse Corps là bản vô tính "cải tiến" của Moses. Các Schiff, đang bị đau đớn bởi Thorn, bị đánh tơi bời. Lulu trốn thoát và chạy đến nơi Saya và Hagi đang nghỉ ngơi trong một nhà thờ. Lulu cầu xin họ giúp đỡ trước khi ngất đi bởi những vết thương của chính mình. Saya đồng ý đi, nhưng khi họ đến nhà kho, Dahz đã chết, và Gudrif chết ngay sau đó. Chỉ Moses, Karman và Lulu là còn sống. James báo cáo lại cho Amshel rằng ông đã không thể giết tất cả các Schiff, nhưng Amshel nói rằng đó không phải là vấn đề. Amshel đặt James phụ trách việc giết Saya bất chấp sự phản đối của Karl. Đêm đó, 3 Schiff cuối cùng chôn cất các đồng chí của họ. Lulu hỏi Saya liệu cô ấy sẽ chiến đấu cùng với họ để đánh bại Diva, nhưng Saya nói rằng cô chiến đấu một mình, và sẽ không đau buồn cho sự mất mát của đồng đội nữa. Lulu nói với Saya nơi Diva đang ở. Các Schiff liền đi đến bảo tàng và một lần nữa chiến đấu chống lại Corp Corpse. Và khi họ đang thua thì Saya và Hagi đến nơi. Khi Saya phá hủy một trong những Corp Corpse, hai người kia rút lui. Moses, Karman, và Lulu cam kết đi với Saya, không phải là để giúp đỡ, mà bởi vì đó là cách duy nhất để họ có thể sống sót. Trong khi đó, David đến xem Joel, lúc bấy giờ tỉnh táo và không còn uống ruộng. Joel nói với ông rằng anh muốn làm sống lại Red Shield. Anh sau đó đi gặp Okamura và Mao và yêu cầu họ tìm ra người bảo trợ cho buổi hòa nhạc sắp tới của Diva. |                                                                      |                     |                      |
| 36 | "Mismatched Feelings" "Surechigau Omoi" (すれちがう想い)             | 17 tháng 7 năm 2006 | 9 tháng 12 năm 2007  |
| James và Diva đi ăn trưa, nhưng Diva buộc anh ta đưa cô đến Royal Covent Garden vì vậy cô có thể hát. David gặp với Mao và Okamura, những người đã nói với ông đó là buổi biểu diễn của Diva đang được đồng tài trợ bởiCinq Fleches và Goldsmith Holdings, rằng hai công ty đã hợp tác để sản xuất thực phẩm cho các lực lượng quân sự trên khắp các quốc gia, và họ có một cơ sở nghiên cứu ở vùng ngoại ô London đang được điều hành bởi Van. David sử dụng một thẻ ID bị đánh cắp để thâm nhập vào phòng thí nghiệm nơi ông phát hiện ra Julia và biết thêm một chút về nghiên cứu đang được thực hiện. Ông gần như bị bắt bởi Van người nhớ ra David từ Việt Nam, nhưng thay vào đó David lại sử dụng Van làm con tin để thoát ra. Tại nhà hát, Saya, Hagi, và Kai giao chiến với James trong khi Nathan ngồi xem. Thanh kiếm của Saya không thể xâm nhập làn da cứng như sắt của James, để cho James một cơ hội để giết cô. Tuy nhiên, Nathan chặn James lại và làm cho anh ta bỏ đi chỗ khác, hứa hẹn với Saya là ông sẽ tìm cho cô một chỗ chết "phù hợp" trên sân khấu. Suy yếu bởi trận đánh, Saya phải uống máu của Hagi. Kai quay mặt đi và khi nhìn lại thì thấy cả hai đều bỏ đi. |                                                                      |                     |                      |
| 37 | "To the Sheer Level of Madness" "Kuruoshii Made ni" (狂おしいまでに) | 24 tháng 6 năm 2006 | 16 tháng 12 năm 2007 |
| Gray và những người khác chuẩn bị cho bữa tiệc sinh nhật của Javier. Trong khi mua sắm với Monique, Kai nhìn thấy Saya và Monique hỏi cô có đi dự tiệc không và Saya đồng ý. Karl đánh cắp Corpse Corps mà không có sự cho phép của Amshel để đuổi theo Saya và Amshel phái Solomon bám theo. Trong khi Kai và Saya đang nói chuyện, Karl bất ngờ tấn công. Hagi, các Schiff, và những người khác xử lý với Corpse Corps trong khi Saya đánh nhau với Karl. Karl túm lấy Saya từ phía sau và cắn vào cô, lên kế hoạch uống tất cả máu của Saya để giết cả cô và bản thân anh ta. Solomon đến nơi và chặt đứt cánh tay của Karl, cho Saya cơ hội để đâm Karl qua cơ thể của chính mình và giết chết Karl. Solomon ra lệnh cho Corpse Corps quay trở lại, và trước khi biến mất, nói với Saya rằng Diva đang trên đường đến đảo Christina. |                                                                      |                     |                      |
| 38 | "The Showdown Island" "Kessen no Shima" (決戦の島)                   | 1 tháng 7 năm 2006  | 23 tháng 12 năm 2007 |
| Không thể có được một chiếc thuyền cho riêng mình, Saya miễn cưỡng đồng ý đi đến đảo Christina trên thuyền Red Shield và có cá Schiff đi kèm. Khi họ đến nơi, ba Schiff còn lại tự đi riêng, bất chấp cảnh báo của Kai là phải đi với nhau, và giao chiến với nhiều Corpse Corps. David, Lewis, Kai, Saya, và Hagi tiếp tục hướng về nơi mà họ tin là chỗ của Diva, nhưng trước tiên họ phải đối mặt với James. Trong khi Saya tiếp tục chiến đấu với James, Kai và Hagi đi cứu Schiff. Với sự giúp đỡ của Hagi và các Schiff, Saya có thể tấn công James với thanh kiếm của mình. Khi James rơi vào một đường hầm rất lớn, anh ta đã kéo Saya và Kai vào bên trong, nhưng Solomon xuất hiện và cứu chúng cả hai. Anh ta nói với họ rằng đó là một cái bẫy của Amshel để xem Solomon có nói với Saya hay không, và rằng Diva đang trên đường đến New York. Trước khi đi, Solomon nói với Saya rằng anh yêu cô, và sẽ luôn luôn ở bên cô. |                                                                      |                     |                      |

### Mùa 4
| # | Tiêu đề                                                                                | Ngày phát hành gốc  | Ngày phát hành ở Mĩ |
| --- | -------------------------------------------------------------------------------------- | ------------------- | ------------------- |
| 39 | "The Magic Words, Once More" "Mahō no Kotoba o Mōichido" (魔法の言葉をもう一度)        | 8 tháng 7 năm 2006  | 6 tháng 1 năm 2008  |
| Lewis và Okamura xác nhận câu chuyện của Solomon là Amshel là một Chevalier. Saya đồng ý đi câu cá với Gray, Kai, và bọn trẻ. David và Joel ghé vào bữa tiệc được được tổ chức bởi Amshel và Van Argiano để tổ chức việc mở chi nhánh ở Mĩ. Khi ở đó, David nói chuyện với Julia, nhưng bị gián đoạn bởi Tiến sĩ Collins. Joel cũng trò chuyện với "Cậu" Amshel, thảo luận về việc kinh doanh mới. Mao và Monique nói về cảm xúc của họ đối với Kai, và sự thiếu thốn về tình cảm của anh đối với họ họ. Amshel cũng khiến cho Van bất ngờ bằng cách cho anh ta làm Giám đốc điều hành các hoạt động của Cinq Fléches ở Mĩ do sự vắng mặt của Solomon. Saya bắt đầu ngủ lâu hơn và trở nên khó thức dậy hơn. Ngày hôm sau, cả nhóm chào tạm biệt Gray, Monique và bọn trẻ để tiến về New York. |                                                                                        |                     |                     |
| 40 | "Dreams That Chevaliers Dream" "Shuvarie no Miru Yume" (シュヴァリエの見る夢)          | 15 tháng 7 năm 2006 | 13 tháng 1 năm 2008 |
| Tại New York, Saya nằm trong một phòng khách sạn và cần được truyền máu nhiều hơn trong khi Hagi chăm sóc cô. Với tình trạng của cô ngày càng tồi tệ, Saya bắt đầu suy tư. Cô xin lỗi Hagi vì đã biến anh thành một Chevalier, nhưng Hagi đảm bảo với cô là anh không bao giờ hối tiếc về điều đó. Trong khi đó Solomon đi đến chỗ của Diva và những người khác, mặc một bộ đồ màu đen thay vì bộ quần áo màu trắng mà anh thích dùng và hỏi Diva là cô còn nhớ cái ngày họ gặp nhau. Anh nói với Diva rằng anh không thể coi Saya là kẻ thù của mình và tuyên bố tình yêu của mình cho Saya. Diva bảo anh làm những gì mình thích và bãi bỏ vai trò của Solomon là Chevalier của cô. Amshel từ chối cho phép anh bỏ đi mà còn sống, nhưng Nathan chặn họ lại và Solomon nói rằng anh sẽ sống với Saya với tư cách là Solomon Goldsmith. |                                                                                        |                     |                     |
| 41 | "The Place Where I Belong" "Watashi no Ibasho" (私の居場所)                            | 22 tháng 7 năm 2006 | 20 tháng 1 năm 2008 |
| Một tháng sau tập cuối cùng, căn hộ của Okamura và Mao ở Los Angeles đã bị cài bom và do đó họ tham gia với David và những người khác tại căn hộ giá rẻ của họ ở Little Italy, New York. Saya tiếp tục phát triển yếu hơn và cần ngủ nhiều hơn. Mao hứa với cô là họ sẽ cùng trở về Okinawa và đi mua sắm với nhau sau khi tất cả mọi thứ đã qua. Kai và Lewis gặp gỡ với một trong những người liên lạc cũ của Lewis ở CIA, và biết rằng Goldsmith có quan hệ với quân đội Mỹ và Bộ trưởng Bộ Quốc phòng Hoa Kỳ. Trong khi cuộc họp với một vị tướng về hưu, Joel biết được Diva sẽ biểu diễn tại một căn cứ không quân ở Bắc Carolina. Mao nghe được Hagi và Saya nói về thời điểm Saya ngủ đông 30 năm đang gần. Mặc dù giận dữ, Mao đồng ý giữ bí mật và hứa rằng dù có gì xảy ra đi chăng nữa, Saya sẽ trở về Okinawa. Trong khi đó, Van để Tiến sĩ Collins phụ trách bộ phận nghiên cứu của Cinq Flèches, trong khi Amshel để Julia thay thế ông ta làm bác sĩ chăm sóc chính của Diva. Julia do đó biết được Diva đang mang thai và rằng Amshel là một trong những Chevaliers của Diva. |                                                                                        |                     |                     |
| 42 | "Soprano of Miracles" "Hibiku, Utagoe" (響く、歌声)                                    | 29 tháng 7 năm 2006 | 27 tháng 1 năm 2008 |
| Saya và nhóm của mình thâm nhập vào các căn cứ không quân. Đi theo Julia, David biết dược Diva dường đã mang thai được tám tuần và cho rằng những đứa trẻ sẽ được sinh ra sớm. Một khi Julia và Collins chỉ có một mình, ông cố gắng giết cô, nhưng David can thiệp và bị bắn nhưng đồng thời ông đã đâm vào tay của Collins với một con dao mổ, sau đó Collins bỏ chạy. Trong khi đó, Amshel bắt được Kai và đưa anh đến Diva, người muốn biến anh thành Chevalier. Saya kịp thời cứu được Kai, nhưng khi cô đuổi theo Diva, Amshel bắt giữ cô, và Hagi bị chặn lại bởi Nathan. Trong khi họ chiến đấu với nhau, nhiều người tham dự buổi hòa nhạc đột nhiên biến thành Chiroptera và bắt đầu giết hại những người khách khác, chỉ để bị giết bởi Corpse Corps. Solomon xuất hiện và cứu Saya khỏi Amshel trước khi bay đi với cô, sau đó Hagi giải phóng mình khỏi Nathan và bỏ đi để cứu Saya. |                                                                                        |                     |                     |
| 43 | "Confused Heart" "Kokoro Midarete" (こころ乱れて)                                      | 5 tháng 8 năm 2006  | 3 tháng 2 năm 2008  |
| Saya thức dậy ở căn hộ của Solomon ở New Yord, trong khi Hagi đi tìm cô. Solomon giải thích rằng anh đã để lại mọi thứ phía sau cho Saya, bao gồm Diva và cũng cam kết tình yêu vĩnh cửu của mình với cô và yêu cầu Saya hãy trở thành cô dâu của anh. Anh cũng cam kết bảo vệ và thực hiện mọi mong muốn của cô nhưng khi họ nói chuyện, Solomon nhận ra là thời gian Saya ngủ đang đến, và thề rằng sẽ giết Diva nếu Saya ra lệnh cho anh. Hagi xuất hiện để mang Saya về nhưng Solomon không cho phép cô ấy đi, và họ bắt đầu một cuộc chiến. Khi họ chiến đấu, Saya bị chóng mặt và rơi từ tòa nhà. Để cứu cô, Hagi đã phải giải phóng hình dạng thật của mình lần đầu tiên và khi họ tiếp đất, Saya nhẹ nhàng từ chối tình cảm của Solomon, và nói với anh việc giết Diva là công việc của mình. Cô và Hagi bay ra và trở về căn hộ. Trong khi đó, Julia đi cùng David đến bệnh viện. Khi ông được đưa đến phòng cấp cứu, ông yêu cầu cô trở lại với họ. Julia cầu nguyện cho David khi ông nằm bất tỉnh trong bệnh viện, và hôn ông. Trong khi đó tại căn hộ, Mao hôn Kai và thú nhận tình yêu của cô, nhưng cũng chấp nhận rằng những suy nghĩ duy nhất của anh là dành cho Saya. |                                                                                        |                     |                     |
| 44 | "Into the Light" "Hikari no Naka ni" (光の中に)                                        | 12 tháng 8 năm 2006 | 10 tháng 2 năm 2008 |
| Julia, Kai, Lewis, và Saya thảo luận về việc mang thai của Diva và sự phục hồi chậm của David. Julia cũng nói với họ những gì cô đã học được về các thử nghiệm của Schiff và Corpse Corp và rằng họ có thể ngăn chặn bệnh Thorn của Schiff với máu của Diva. Kai đưa cho Moses một lô hàng máu, như là một phần thỏa thuận của họ về việc Schiff sẽ không tấn công con người nếu Red Shield cung cấp cho họ đầy đủ máu. Khi Lulu trở về nhà thờ, Karman cấm cô nhìn thấy Saya và những người khác bởi vì họ quá khác với con người. Và khi Moses bước vào thì họ bắt đầu tranh cãi với nhau và Moses và Lulu phát hiện ra Karman đã nhiễm Thorn. Karman chạy ra ngoài, vô tình đi ngang qua James. Khi mặt trời bắt đầu mọc, Lulu hỏi Kai và Saya giúp cô tìm Karman. Karman đi đến bệnh viện và tấn công một y tá, nhưng đúng lúc đó anh nhìn thấy ảo ảnh của Irene và các Schiff đã chết khác và nhận ra rằng họ vẫn còn sống trong trái tim của mình và do đó anh đã tha mạng cho cô y tá. Đêm đó, James đến gặp Moses, tiết lộ rằng có rất nhiều phần cơ thể của ông bây giờ là của Schiff và rằng ông đã được cứu sống trước khi máu của Saya hoàn toàn có thể tiêu diệt mình. Ông hứa sẽ giúp các Schiff chữa trị Thorn. Moses thấy Karman trên mái nhà với mũ trùm đầu của anh hạ xuống để anh có thể chết trong mặt trời mọc, nhưng Moses chặn anh lại và hứa là sẽ cứu Karman. |                                                                                        |                     |                     |
| 45 | "Turn the Palm of Your Hand Toward the Sun" "Te no Hira o Taiyō ni" (手のひらを太陽に) | 19 tháng 8 năm 2006 | 17 tháng 2 năm 2008 |
| Không tìm thấy Karman, Kai và những người khác trở về căn hộ. Moses đến và sau khi xin lỗi Kai, nói rằng anh phải chết. Saya chặn được lưỡi hái của Moses, nhưng anh lại kịp đánh văng Kai ra ngoài cửa sổ. Hagi túm anh ta trước khi chạm đất. Kai chạy, cố gắng ở trong ánh sáng để Moses không thể tấn công anh ta. Khi Moses dồn anh trong một con hẻm, Kai cố gắng thuyết phục Moses dừng lại và tìm hiểu lý do tại sao Moses đang làm điều này, nhưng Moses không trả lời. Nhờ ánh sáng mặt trời phản chiếu vào hàng rào đã cản Moses lại và Kai thoát. Anh chạy đến Công viên Trung tâm, nhưng Moses tìm thấy Kai một lần nữa và bắt đầu đuổi theo anh xung quanh khu rừng. Trong khi đó, James đi vào nơi ẩn náu của Schiff và nói với Karman rằng Moses sẽ giết Kai để cứu anh ta, mặc dù nó sẽ không thực sự là có tác dụng. James nói với Karman đó là sự trả thù của ông, bởi vì sự tồn tại của Schiff đã tách ông ra khỏi thứ ông yêu thương nhất: sau khi nhìn thấy cơ thể mới nửa Schiff của mình, Diva tuyên bố rằng James đã không còn là James của cô nữa và bắt đầu ghét anh ta. Trong công viên, Kai bắn văng được mũ trùm đầu của Moses, buộco anh ta quay mặt đi để ánh sáng không giết mình. Từ chối sự cảm thông của Kai, Moses tấn công Kai với một gai nhọn mọc trên bàn tay của mình, nhưng Karman xuất hiện và hứng chịu đòn tấn công thay cho Kai. Karman khiến Moses bình tĩnh lại và trước khi đi, nhờ Kai mang vũ khí của họ cho Lulu. Họ đi đến một cây cầu nơi Karman nói với Moses là họ sẽ không bị lãng quên kể từ khi Kai sẽ nhớ họ và truyền lại những kỷ niệm. Họ cùng nhau đứng lên và đối mặt với ánh mặt trời với mũ trùm đầu được hạ xuống và khi được bao bọc trong ngọn lửa màu xanh lá cây, họ đồng ý rằng họ rất vui mừng khi gặp nhau. Trong căn hộ, Lulu khóc khi nhìn thấy những vũ khí của họ. |                                                                                        |                     |                     |
| 46 | "May Tomorrow Be a Clear Day" "Ashita Tenki ni Naare" (あした天気になあれ)             | 26 tháng 8 năm 2006 | 24 tháng 2 năm 2008 |
| Mao trong lúc xem Saya và Hagi nói chuyện đã hỏi Kai có phải Saya là đối thủ cạnh tranh tình yêu của mình. Cô gửi anh đi mua sắm, sau đó yêu cầu Saya đi theo, bởi vì có một số thứ bị thiếu trong danh sách nhưng lại giữ Hagi không cho anh đi theo Saya bằng cách nói rằng cô cần sự giúp đỡ của anh trong việc nhà. Tại nhà ga tàu điện ngầm, Saya bắt đầu ngất đi, gần như ngã xuống ở phía trước con tàu, nhưng Kai kịp tóm lấy cô. Sau đó, Saya Kai hứa hẹn Kai rằng cô sẽ luôn luôn bảo vệ anh và yêu cầu anh phải chăm lo cho bản thân tốt hơn. Kai tiết lộ rằng anh có chìa khóa của quán bar mà Gorge làm cho Saya, để họ có thể điều hành nó cùng nhau. David rời khỏi bệnh viện và trở lại làm việc, còn Saya và Hagi nhớ lại lời hứa của Hagi sẽ giết cô, với chính hai bàn tay của anh một khi mọi thứ đã qua. Khi David, Lewis, Julia, Joel, và Okamura thảo luận về tình hình, họ nhận ra chính phủ Mỹ đã cố tình cho Cinq Flèches tạo ra chirotepa tại Mỹ và ở các nước khác để tạo ra một kẻ thù mà họ có thể giải cứu người dân bằng cách dùng Corpse Corps, Julia giải thích rằng giọng hát của Diva, dù là nghe trực tiếp hay gián tiếp sẽ kích hoạt tác dụng của chất Delta 67 khiến mọi người biến thành chirotepa từ 3% tới 100%. Trong khi đó, Nathan thăm Solomon và đưa anh đến xem Diva và những đứa trẻ, được Amshel "cắt ra khỏi dạ dày của cô." Nathan nói với Solomon rằng bây giờ các em bé được sinh ra, anh đã không có lý do nào để chống lại gia đình của mình nữa. Để chứng minh sự cam kết của mình với Saya, Solomon cố gắng giết Diva, nhưng Diva dễ dàng đánh bại anh và khiến anh bị thương nặng. Khi Diva mang những đứa trẻ vào trong nhà, Nathan vô cùng ngạc nhiên về việc Solomon vẫn còn sống sau khi bị những vết thương như vậy. |                                                                                        |                     |                     |
| 47 | "Beyond All Blood" "Subete no Chi o Koete" (全ての血を超えて)                          | 2 tháng 9 năm 2006  | 2 tháng 3 năm 2008  |
| Để ngăn chặn buổi công diễn của Diva được phát sóng, David, Lewis, Kai, và Okamura đi đến đảo Staten để phá hủy các chảo vệ tinh. Mặc dù cô ấy phát triển yếu hơn và rất mệt mỏi, Saya vẫn quyết tâm chiến đấu vì cô không thức dậy ở một thế giới đầy Chiroptera. Amshel ra lệnh cho Nathan giết Solomon, nhưng thay vào đó Nathan lại thả anh khỏi ngục tối. James, ở dạng chiropteran đầy đủ của mình, đi đến căn hộ và các tấn công Saya. Cả Saya, Hagi và Lulu cố gắng tấn công, nhưng cả ba đang bị thua rất nặng. Khi James định giết Saya với chính thanh kiếm của cô, Solomon đến nơi và ở dạng con người của mình, chặn lại đòn tấn công của James. Solomon sau đó thề rằng anh là chevalier của Saya bởi sự lựa chọn của riêng mình và làm cho James thả thanh gươm của Saya, nhưng khi nó rơi xuống, nó lát Solomon gần ngực. James bất ngờ bị nhiễm Thorn, và Saya có thể giết chết hắn với một cú chém vào đầu. Solomon nói với Saya là hãy gọi tên của mình nếu cô cần anh, sau đó bỏ đi. Mặc dù Hagi thấy được vết cắt ra từ thanh kiếm, Saya có vẻ không nhìn thấy. Amshel tìm thấy Solomon trong một hẻm và đang cố gắng giữ chặt, nhưng anh kết tinh trong vòng tay của Amshel bởi máu của Saya trên thanh kiếm của cô và chết. |                                                                                        |                     |                     |
| 48 | "Skyscraper Opera" "Matenrō Opera" (摩天楼オペラ)                                      | 9 tháng 9 năm 2006  | 9 tháng 3 năm 2008  |
| Saya, Hagi, và Red Shield đi vào nhà hát opera Metropolitan để cố gắng ngăn chặn hoạt động của Diva. Trước khi chương trình bắt đầu, Nathan nói với Amshel rằng thế giới tồn tại để được giới thiệu vẻ đẹp của Diva, như đã được tiền định trước khi cô được sinh ra. Khi Amshel bảo Nathan nói chuyện như ông đã ở có, Nathan cho biết ông đúng là đã ở đó và rằng trước khi Diva được sinh ra, đã có "mẹ" của họ và Chevalier trung thành với bà. Kai đối mặt với Hagi và yêu cầu Hagi tiết lộ bí mật giữa anh và Saya ngoài thời gian ngủ đông sắp tới của cô và cầu xin anh chăm sóc cô. Trong khi họ nói chuyện, Saya bỏ chìa khóa vào túi áo khoác của Kai và thì thầm lời tạm biệt. Saya và Hagi sau đó cố gắng giết Diva trước khi cô có thể đi diễn, nhưng trước khi cô có thể tiếp cận Diva, Saya bắt đầu cảm thấy chóng mặt một lần nữa và không thể tấn công. Hagi tấn công Diva, nhưng cô dễ dàng né được, và sau đó cho thấy mình không phải là Diva mà là Amshel cải trang. Đó là một mồi nhử, và Diva thật sự đang bắt đầu vai diễn trên sân khấu. Hagi và Saya chiến đấu chống lại Amshel. Sau khi ông đánh văng Hagi ra, Amshel nói với Saya rằng nếu cô không bao giờ thả Diva, Diva có thể có là của riêng ông. Ông thừa nhận rằng mình có một nỗi ám ảnh với Diva, mà ông xem như là hình thức cuối cùng của tình yêu dành cho cô ấy. Diva bắt đầu ca hát, và khán giả bắt đầu biến thành Chiroptera. Trong khi đó Lewis phá được trạm chuyển tiếp, nhưng không có tác dụng bởi vì buổi biểu diễn được chuyển trực tiếp qua tín hiệu vệ tinh quân sự do đó Kai, David, Lewis, và Lulu đi đến các xe tải chuyển tiếp và phá hủy tất cả các thiết bị để ngăn sự phát sóng trên toàn thế giới nhưng chính họ bị bao vây bởi Chiroptera và David là bị thương. Hagi quay lại tấn công Amshel nên Saya có thể bám theo Diva trong khi Nathan nhìn từ phía khán giả với những đứa trẻ bên cạnh anh. |                                                                                        |                     |                     |
| 49 | "Two Queens" "Futari no Joō" (二人の女王)                                              | 16 tháng 9 năm 2006 | 16 tháng 3 năm 2008 |
| Grant, Bộ trưởng Quốc phòng, thoát ra, và bỏ Van ở phía sau để đối mặt với chiropterans một mình. Saya cố gắng giải thích cho Diva lý do tại sao cô muốn giết cô để bảo vệ con người, nhưng Diva nhắc cô ấy rằng cô ấy là người duy nhất đã từng được coi như một con người. Diva trở lại với hình dạng thường ngày của cô trong khi cô và Saya tranh luận về sự tồn tại của chiropterans. Ở phía sau sân khấu, Amshel cố gắng làm khó chịu Hagi bằng cách nói rằng cha mẹ của anh đã bán anh cho Amshel vì một ổ bánh mì, nhưng Hagi nói với ông rằng anh rất cảm ơn vì điều đó đã giúp anh gặp Saya. Amshel và Hagi sử dụng hình dạng thật của họ và bắt đầu chiến đấu, đi qua mái nhà bên ngoài nơi Hagi đang thua. Trong khi đó, Lewis dùng xe máy phát như một mồi nhử để thu hút các chiropterans với sự giúp đỡ của Lulu trong khi Kai đưa David đến nơi an toàn. Hagi dần nắm thế thượng phong trước Amshel và xiên ông ta vào Tòa nhà Chrysler, nhưng mất đi một cái cánh trong trận chiến và khi Amshel cố gắng kéo mình ra, sét đánh vào mái, dường như giết chết ông ta bằng điện giật. Diva hỏi Saya là cô ấy là sẽ giết con của mình nữa, vì cô tin rằng chiropterans không nên tồn tại. Cả hai tráng thanh kiếm với máu và bắt đầu cuộc chiến của họ. Nathan, đang giữ 2 em bé, và Hagi dứng từ phía khán giả, đã đồng ý rằng đó là cuộc chiến đấu cuối cùng của các nữ hoàng. Saya và Diva đâm nhau với thanh kiếm thấm máu của họ, nhưng Saya chữa vết thương trong khi Diva bắt đầu kết tinh. Saya khóc và cố gắng giúp đỡ cô ấy, nhưng Diva bắt đầu tan vỡ. Nathan mang các em bé đến chỗ Diva, và cô ấy nói lời chào tạm biệt với chúng và tưởng tượng mình đang nắm giữ chúng trước khi cô chết. Nathan nói rằng tất cả những gì cô ấy muốn là một gia đình, một cái gì đó Amshel sẽ không bao giờ hiểu, và giải thích rằng khi cô mang thai, máu của Diva bị mất hiệu lực của nó. Nathan yêu cầu Saya giết ông, vì ông không còn có một mục đích nào với việc Diva chết, và Saya đã làm. Hagi đi lên phía sau cô và choàng cánh tay của mình xung quanh cô khi cô khóc. Kai đi vào và Saya nói với anh rằng cô phải chết sau khi giết chết những đứa trẻ. |                                                                                        |                     |                     |
| 50 | "Nan-kuru-nai-sah" "Nankurunaisa" (ナンクルナイサ)                                     | 23 tháng 9 năm 2006 | 23 tháng 3 năm 2008 |
| Với bài hát dừng lại và Diva chết, các chiropterans bắt đầu gào thét và Corpse Corps ngừng chiến đấu. Bên trong nhà hát, Saya giải thích cho Kai rằng cô lo ngại rằng nếu cô ấy và những đứa trẻ sống, họ sẽ được sử dụng như vũ khí của chiến tranh. Kai hứa hẹn sẽ làm cho bất cứ ai không chấp nhận họ sẽ hiểu và luôn luôn bảo vệ và yêu thương tất cả. Hagi nói với Saya rằng anh đã yêu cô từ lúc họ gặp nhau và là lần đầu tiên anh không vâng lời cô. Lấy đi thanh kiếm của Saya, anh cầu xin cô hãy sống và hôn lên trán cô. Saya khóc và nói rằng cô muốn sống và hôn anh ta. David liền hối thúc mọi người ra khỏi nhà hát ngay trước khi nơi này bị quân đội Mĩ ném bom. Kai và Saya mang những đứa trẻ như là một nhóm để rời đi, nhưng Amshel, người sống sót sau cuộc chiến với Hagi bất ngờ tấn côn nhóm và chặt đứt một cánh tay của Hagi. Saya thề sẽ bảo vệ những đứa trẻ, nhưng khi cô cố gắng tấn công Amshel, Hagi tóm lấy thanh gươm của cô và đẩy Saya ra xa trước khi đâm Amshel và khi Amshel bắt đầu kết tinh, ông ta đâm Hagi qua ngực với bàn tay của ông và mái nhà sụp xuống đè cả hai người. Saya hét lớn tên của anh trong khi các máy bay quân sự bắt đầu ném bom nhà hát opera. Một tháng sau, Saya và những người khác trở lại Okinawa. Số lượng các vụ tấn công của chiropteran tiếp tục giảm và Julia, người hiện đang mang thai đứa con của David, đã tìm thấy một cách để kéo dài cuộc sống của Lulu. Nathan, người sống sót việc Saya giết mình, được nhìn thấy tại một cuộc họp báo ở Mỹ về cuộc điều tra hình sự xung quanh Van và sự dính dáng của Cinque Fleches với quân đội Mỹ. Saya và Kai mở một bữa tiệc tại nhà hàng của gia đình vốn được mở cửa trở lại và mời bạn bè của họ từ Red Shield và bạn học của họ. Okamura và Mao thì lên kế hoạch để đi tới Trung Đông với nhau. Trong bữa tiệc, Saya nhìn qua bên ngoài và nhìn lại nhà hàng với những giọt nước mắt trong mắt cô trước khi cô ngã xuống. Kai tóm lấy cô và đồng ý chờ trước khi nói với những người khác. Anh mang cô trở lại hầm mộ gia đình Miyagusuku nơi cô tỉnh dậy. Saya thì thầm cảm ơn anh khi cô bắt đầu đi vào giấc ngủ. Khi anh mang cô tới hầm mộ, Kai hứa hẹn sẽ làm cho tất cả họ đều hạnh phúc và sẽ chăm sóc cho những đứa trẻ cho đến khi cô tỉnh dậy. Sau đoạn credits cuối cùng, Kai được cho thấy là cùng với các đứa con của Diva đi thăm Saya, người vẫn còn ngủ trong hầm mộ. Khi đến nơi, Kai nhìn thấy một bông hồng với một cái nơ màu xanh của Hagi và anh hiểu rằng Hagi còn sống và đang theo dõi từ xa, kiên nhẫn chờ đợi cho tình yêu của mình thức tỉnh sau giấc ngủ ba mươi năm của cô, sau khi kai bảo bọn trẻ đừng chạm vào bông hồng. |                                                                                        |                     |                     |